# Shirakawa Mina
Shirakawa Mina (白川未奈 Shirakawa Mina) là một đô vật chuyên nghiệp người Nhật Bản, hiện đang ký hợp đồng với giải đô vật chuyên nghiệp Nhật Bản World Wonder Ring Stardom.

## Sự nghiệp đấu vật chuyên nghiệp

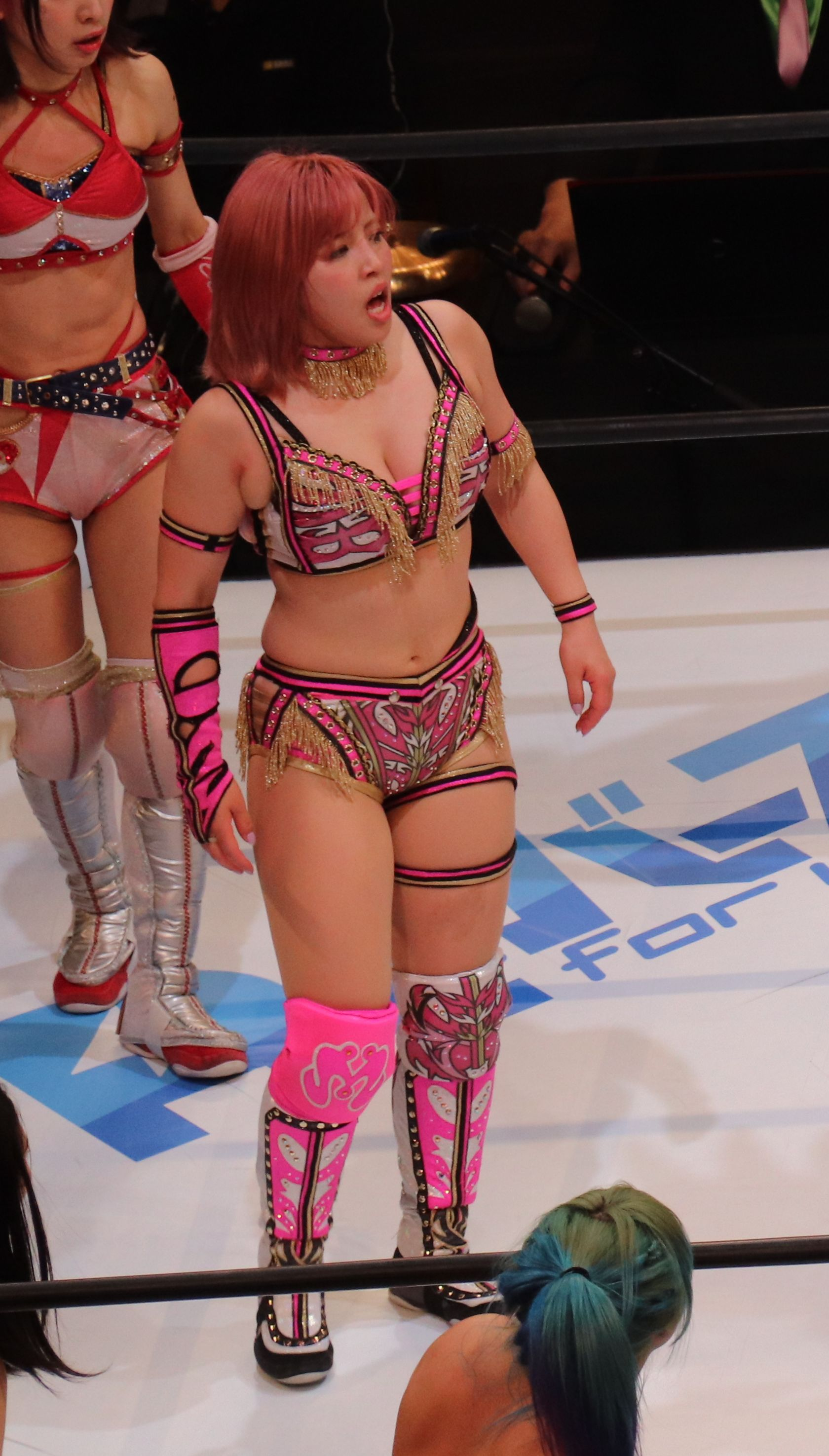
STARDOM WORLD CLIMAX 2022 ～The Top～2022年3月27日・両国国技館　白川未奈

### Hoạt động độc lập (2018–2020)
Shirakawa ra mắt môn đấu vật chuyên nghiệp tại BBJ Muscle Ring vào ngày 5 tháng 8 năm 2018, đây là sự kiện đầu tiên của chương trình quảng bá Best Body Japan Pro-Wrestling, nơi cô ấy kết hợp với Nakajima Shoko nhưng thua cuộc trước Saiki Reika và Muramatsu Hoshimi. Cô đấu vật tại một số sự kiện khác của chương trình quảng bá BBJ Muscle Ring 2 từ ngày 18 tháng 10 năm 2018, cô bị Cherry đánh bại, và tham gia BBJ Muscle Ring 3 từ ngày 26 tháng 12 năm 2018, cô lại bị đánh bại bởi Ohata Misaki. Cô đã thi đấu cho DDT Pro-Wrestling tại Ryōgoku Peter Pan 2018 từ ngày 21 tháng 10, ở đó cô hợp tác với Yamashita Miyu và Kamifuku Yuki nhưng lại bị đánh bại bởi nhóm Sakazaki Yuka, Mizuki và Nakajima Shoko trong trận đấu đồng đội sáu nữ. Shirakawa đã tham gia chiến đấu hầu hết các trận đấu của cô cho Tokyo Joshi Pro Wrestling, trận đấu đầu tiên xảy ra vào đêm thứ hai của Tour diễn Shin-Kiba kỷ niệm 5 năm TJP từ ngày 4 tháng 11 năm 2018, tại đó cô hợp tác với Saiki Reika nhưng thua cuộc trước Itoh Maki và Nakajima Shoko. CMLL và Lady's Ring tổ chức buổi biểu diễn chung thứ hai của họ, Numero Dos, nơi sự kiện chính đã chứng kiến đại diện CMLL là Dalys la Caribeña đánh bại đại diện của Lady's Ring Shirakawa Mina để giành danh hiệu vô địch Giải vô địch nữ Nhật Bản CMLL vào ngày 22 tháng 1 năm 2020.

### World Wonder Ring Stardom (2020 – nay)
Cô hiện đang làm việc cho World Wonder Ring Stardom. Trận đấu đầu tiên của cô trong đợt thăng hạng diễn ra tại Stardom Nagoya Rainbow Fight từ ngày 4 tháng 10 năm 2020, nơi cô thua Tam Nakano. Shirakawa sau đó hợp tác với Sayaka Unagi để tạo thành nhóm Cosmic Angels và cô đã giành được giải vô địch Artist of Stardom Championship tại Stardom Road To Osaka Dream Cinderella vào ngày 16 tháng 12 năm 2020, bằng cách đánh bại Tai Oedo (Bea Priestley, Tora Natsuko và Kashima Saki). Nhóm Cosmic Angels có mối thù với Donna Del Mondo vào đầu năm 2021, và kết quả là Shirakawa đã hợp tác với Sayaka Unagi để thách đấu nhưng không thành công trong cuộc gặp với Himeka và Maika giành chức vô địch Goddess of Stardom Championship tại Stardom New Century 2021 ở Shinjuku vào ngày 14 tháng 3 năm 2021. Tại Lễ kỷ niệm Stardom All Star Dream Cinderella lần thứ 10, từ ngày 3 tháng 3, cô thi đấu trong giải Stardom All Star Rumble 24 nữ, tại đó cô phải đối mặt với những huyền thoại trở lại như Nagayo Chigusa, Inoue Kyoko, Aikawa Yuzuki và Bito Yoko. Tại Stardom Yokohama Dream Cinderella 2021, Shirakawa đã thất bại trước Watanabe Momo trong một trận đấu đơn. Vào đêm đầu tiên của Giải đấu Stardom Cinderella Tournament 2021 diễn ra từ ngày 10 tháng 4, cô đã thất bại trước Hayashishita Utami trong trận đấu ở vòng một của Giải đấu Cinderella.

## Danh hiệu vô địch và thành tích
- World Wonder Ring Stardom
  - Artist of Stardom Championship (1 lần, hiện tại)[17] - với Tam Nakano và Unagi Sayaka
  - Future of Stardom Championship (1 lần)
- Best Body Japan Pro-Wrestling
  - BBW Women's Championship (1 lần)